# Пулар, Тома-Жюст
Тома́-Жюст Пула́р (фр. Thomas-Juste Poullard; 1 сентября 1754, Дьеп — 1833, Париж) — французский прелат; во время революции деятель Конституционной церкви (Église constitutionnelle; существовала в 1790—1801 годы).
Прибыл в Париж в 1772 году. Став другом аббата Грегуара, он увлёкся революционными идеями и присягнул гражданскому устройству духовенства; после террора получил место священника в Обервилье близ Парижа, присутствовал на соборе, созванном в этом городе в 1799 года; был избран конституционным епископом Соны и Луары (Лион, 14 июня 1800). После утверждения конкордата Пулар сложил с себя звание епископа и жил с тех пор в Париже частным человеком на положенную ему государственную пенсию.
Около 1830 года он становится сторонником идей аббата Шателя (François-Ferdinand Toussaint Châtel; 1795—1857) и его либеральной «Французской католической церкви» (Église catholique française; просуществовала с 1831 по 1843).
Желая умереть, по его выражению, настоящим конституционистом, Пулар не допустил к себе священника своего прихода и был похоронен без церковных церемоний.

## Издания
«Moyen de nationaliser le clergé de France» (П., 1830);
Ему приписывают:
- «Éphémérides religieuses pour servir à l’histoire ecclésiastique de la fin du XVIII s. et du commencement du XIX»,
- «Sur l’état actuel de la religion en France».